# 비젠카타오카역
비젠카타오카역(일본어: 備前片岡駅)은 일본 오카야마현 오카야마시 미나미구에 위치한 서일본 여객철도 우노 선의 철도역이다. 상대식 승강장 2면 2선의 구조를 갖춘 지상역이다.

## 타는 곳
| 1 | ■ 우노미나토 선 | 상행 | 자야마치 · 오카야마 방면 |
| 2 | ■ 우노미나토 선 | 하행 | 우노 방면                |

## 이용 현황
| 승차 인원 추이 | 승차 인원 추이 |
| 연도           | 1일 평균       |
| -------------- | -------------- |
| 1999           | 254            |
| 2000           | 268            |
| 2001           | 255            |
| 2002           | 261            |
| 2003           | 232            |
| 2004           | 217            |
| 2005           | 236            |
| 2006           | 245            |
| 2007           | 226            |
| 2008           | 220            |
| 2009           | 235            |
| 2010           | 222            |
| 2011           | 237            |
| 2012           | 243            |
| 2013           | 247            |
| 2014           | 251            |

## 역 주변
- 오카야마 시 미나미 구청 나다사키 지소
- 오카야마 시립 나다마치 도서관
- 오카야마 시립 나다마치 역사 민속 자료관

## 인접 역
| 서일본 여객철도 우노 선 | 서일본 여객철도 우노 선 | 서일본 여객철도 우노 선 |
| ----------------------- | ----------------------- | ----------------------- |
| 히코사키 오카야마 방면  | ■ 우노미나토 선         | 하자카와 우노 방면      |